# Philippe Ballot
Pour les articles homonymes, voir Ballot.
Philippe Ballot, né le 2 octobre 1956 à Vesoul, est un prélat catholique français, archevêque ad personam de Metz depuis 2022, après avoir été archevêque de Chambéry. Il a aussi été administrateur apostolique de l'archidiocèse de Strasbourg entre 2023 et 2024.

## Biographie
Né le 2 octobre 1956 à Vesoul dans la Haute-Saône, Philippe Ballot grandit non loin à Corbenay où ses parents sont agriculteurs.
Il a un frère et deux sœurs et un oncle prêtre aux Monts de Gy dans le diocèse de Besançon, Louis Ballot, mort en octobre 2012,.

### Formation (1968-1985)
Philippe Ballot étudie au petit séminaire de Luxeuil puis au petit séminaire de la Maîtrise à Besançon. En 1974, il obtient son  baccalauréat et entre au grand séminaire interdiocésain de Dijon. Une fois son premier cycle terminé, il est coopérant en République centrafricaine où il est professeur dans un petit séminaire pendant deux ans,.
En 1981, il décroche une licence en droit public, puis réintègre le grand séminaire de Besançon en deuxième cycle de théologie. En 1983, il poursuit sa formation au séminaire français de Rome à l'Université grégorienne. Il y obtient une licence en théologie fondamentale en 1986,.
Il est ordonné diacre le 30 septembre 1984, puis prêtre le 29 juin 1985 pour l'archidiocèse de Besançon.

### Prêtre (1985-2009)
De 1986 à 1991, il est vicaire à la paroisse Saint-Pie X de Besançon. Entre 1986 et 1988, il suit en parallèle des études de droit canonique à l’Institut catholique de Paris. Entre 1988 et 1996, il assure les fonctions d'aumônier des collèges Saint-Joseph et Sainte-Ursule et du lycée Saint-Paul à Besançon. Il intervient aussi à l’officialité de la ville entre 1988 et 2004,.
Entre 1991 et 1996, il est responsable du Foyer Séminaire de jeunes à la Maîtrise à Besançon,.
De 1991 à 2004, il est l'accompagnateur d'une Équipe Notre-Dame (Besançon 8).
De 1996 à 2001, il occupe le poste de coordinateur de l’unité pastorale Notre-Dame la Blanche-Châtillon. Également juge à l’officialité interdiocésaine, il en devient le vicaire-adjoint en 1988, puis le vicaire judiciaire l'année suivante, fonction qu'il occupera jusqu'en 2004. Par ailleurs, il est conseiller religieux du groupe guides d'Europe IIe Besançon.
Entre 2001 et 2004, il est responsable adjoint de l’Enseignement catholique, chargé de l’animation pastorale, et aide au doyenné de Besançon Banlieue - Val de l’Ognon,.
En 2004, il devient vicaire général du diocèse de Besançon, délégué diocésain à la Vie religieuse et référent ecclésial pour les services diocésains de la catéchèse, du catéchuménat, des recommençants, de la communication, des pèlerinages, de l’enseignement catholique, de la formation et de la pastorale des jeunes. Il dirige aussi le bulletin diocésain Église de Besançon,.

### Archevêque de Chambéry (2009-2022)

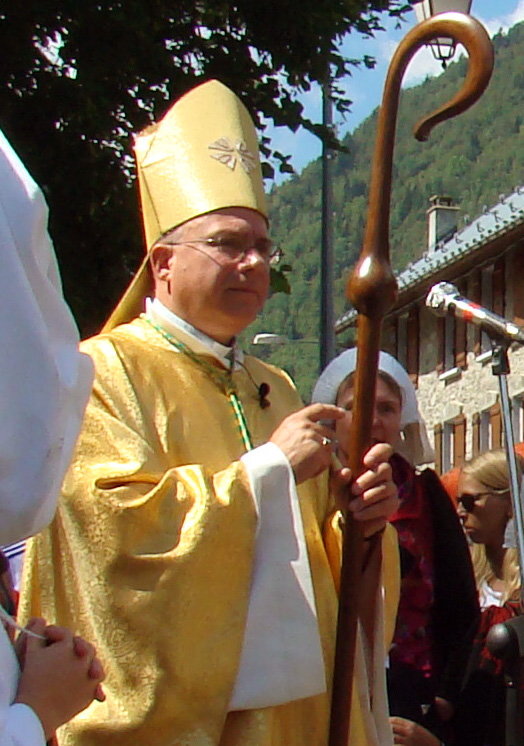
Philippe Ballot, archevêque de Chambéry, en 2016

Philippe Ballot est nommé archevêque de Chambéry et évêque de Maurienne et Tarentaise par le pape Benoît XVI le 14 janvier 2009, et reçoit la consécration épiscopale le 26 avril suivant des mains du cardinal Philippe Barbarin,.
En 2011, à la Conférence des évêques de France, il est élu membre du comité Études et Projets.
Le 26 novembre 2012, en compagnie de douze autres évêques, il rencontre le pape Benoit XVI au palais du Vatican, évoquant avec lui Saint Paul ou « comment la foi s'exprime dans l'amour »,.
En 2013, il est élu à l'Académie des sciences, belles-lettres et arts de Savoie,.
Au printemps 2014, l'archevêque de Turin lui remet deux copies du linceul du Christ, sur tissu d'un peu plus d'un mètre sur quatre, visibles depuis dans la Sainte-Chapelle du Château des Ducs de Savoie et à la cathédrale de Chambéry.
En mars 2016, il fait une incursion au salon de l'agriculture à Paris, fin connaisseur des races de vache par ses parents agriculteurs, tout en reconnaissant qu'en Savoie la crise agricole est moins forte, car « l'agriculture peut s'appuyer sur le tourisme. Elle a développé des labels, des appellations d'origine contrôlée ».

### Évêque de Metz (depuis 2022)
Le 23 juillet 2022, du fait du concordat d'Alsace-Moselle, Philippe Ballot est nommé évêque de Metz par décret du président de la République sur proposition du pape François, en remplacement de Jean-Christophe Lagleize démissionnaire pour raison de santé, tout en conservant son titre d'archevêque ad personnam. À sa nomination, il déclare :  « C’est un arrachement, un déracinement, avec ce que ça implique comme peine. La Savoie est entrée dans mon cœur et dans ma vie il y a treize ans, elle y restera. [...] On est triste et, à la fois, il faut être disponible. »

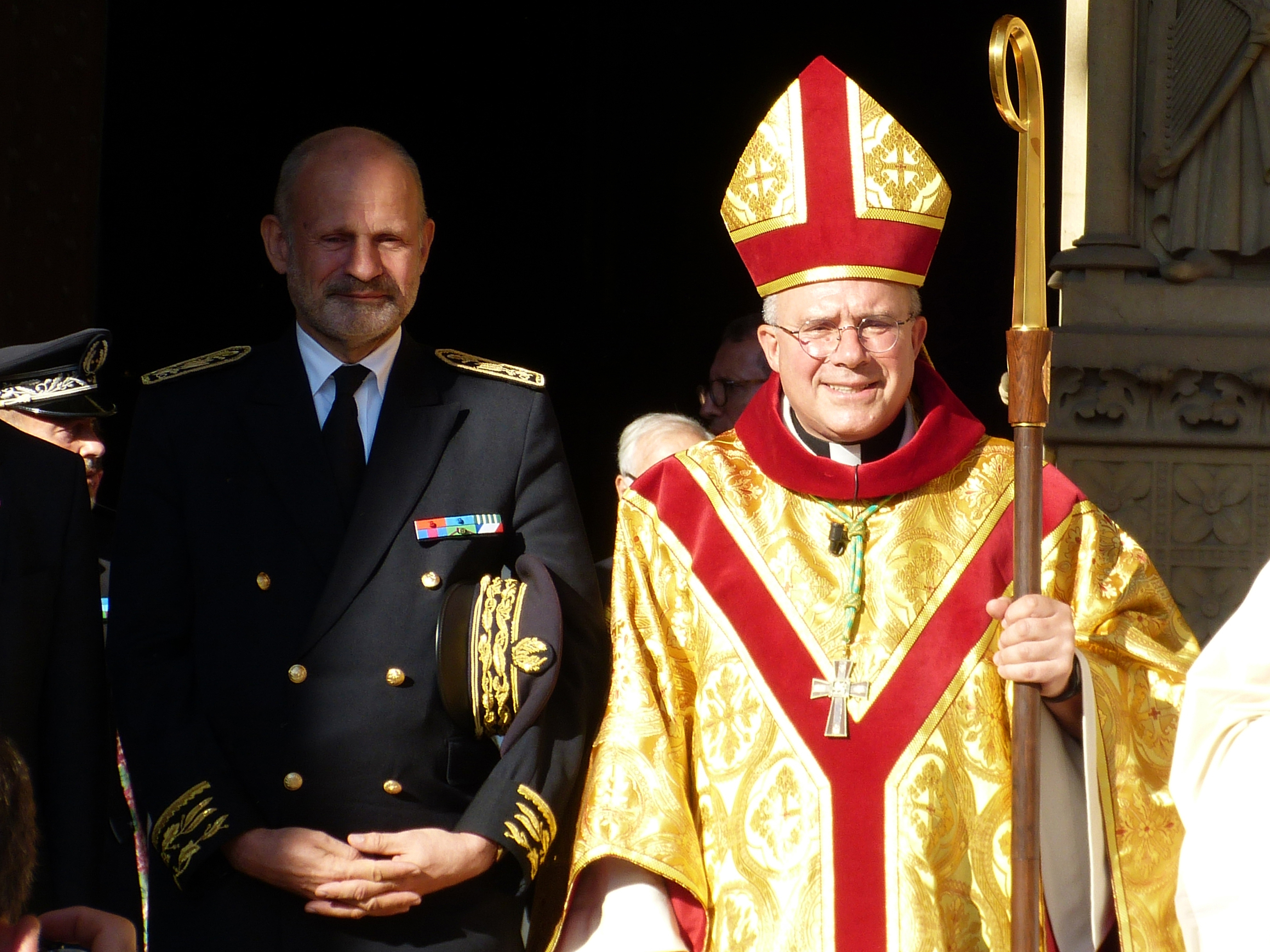
Philippe Ballot et Laurent Touvet, préfet de Moselle, à la sortie de la cathédrale de Metz le 4 septembre 2022.

Le 1er septembre suivant, Philippe Ballot dit au revoir au diocèse de Chambéry par une messe d'action de grâce en la cathédrale. Il est installé en la cathédrale Saint-Étienne de Metz le 4 septembre, en présence de l'archevêque métropolitain de Besançon, Jean-Luc Bouilleret, de Jean-Pierre Vuillemin, alors évêque auxiliaire de Metz et administrateur apostolique du diocèse, et de Celestino Migliore, nonce apostolique en France. Plus de 1 500 personnes (famille, autorités civiles, militaires et religieuses, prêtres du diocèse, représentants des autres cultes, fidèles) assistent à la cérémonie, retransmise en direct sur RCF, KTO et Youtube et sur écrans géants à l'église Notre-Dame-de-l'Assomption, où le nouvel évêque se rend après la messe à la cathédrale,. Philippe Ballot a choisi la date du 4 septembre, car elle est celle de la mort du « vénérable Robert Schuman », comme l’appellent les hommes d’Église. La ville de Metz ne lui est pas inconnue car un de ses oncles y était colonel.
Après son installation, le nouvel évêque messin part à la rencontre de tous les prêtres du diocèse, lesquels sont plus de 250 alors que dans celui de Chambéry, il n'y en avait que 80, comme il l'explique : « Je veux visiter tous les archiprêtrés de mon diocèse car il est important de rencontrer tous les acteurs et les fidèles composant notre communauté, les prêtres, mais aussi les laïcs. »

### Administrateur apostolique du diocèse de Strasbourg (2023-2024)
Le 27 mai 2023, à la suite de la démission de Luc Ravel, actée le même jour, le pape François et le président de la République française le nomment administrateur apostolique de l'archidiocèse de Strasbourg. Il termine cette mission le 21 avril 2024, jour de l'installation de Pascal Delannoy comme 107e évêque de Strasbourg,,.

## Prises de position en tant qu'évêque
Le jour de Noël 2012, Philippe Ballot se déclare contre le mariage pour tous, argumentant, malgré le fait qu'il connait et apprécie des personnes homosexuelles, qu'« il faut absolument que le mariage reste entre un homme et une femme. Cette loi induit dans notre société qu’un enfant n’est plus défini par son père ou sa mère ».
En octobre 2013, il se dit « blessé » par l'utilisation de la photo de la Cène pour la publicité du 17e salon du goût à Arêches-Beaufort , pensant qu' « une œuvre d’art ne devrait jamais être réutilisée ».
Au printemps 2020, au cours du confinement dû à l'épidémie de Covid-19, il déconseille aux prêtres de célébrer des eucharisties en visio-conférences, mettant en garde la société contre « une boulimie du numérique ».
En février 2021, à la suite d'un tag antisémite à Ambilly, il publie un message contre l'antisémitiste qui sera lu par les curés du diocèce lors de la messe : « [...] Ceux qui insultent les personnes, profanent les cimetières et les lieux de culte blessent profondément notre humanité. C’est pourquoi je condamne fermement, avec vous, les actes et les paroles antisémites de ces derniers jours et j'assure la communauté juive présente en Savoie de mon soutien et de mon amitié. [...] »
Par ailleurs, il refuse son soutien à la Fraternité Saint-Pie X dont une école existe à Éguelshardt, car selon lui « ils ne représentent en rien l’Église catholique. Ils se sont séparés. », comme il le confie peu de temps avant son installation à Metz. En revanche, il ne se déclare pas pour l'interdiction du port de la soutane par les séminaristes, comme l'a voulu son homologue de Toulouse, car « en Moselle, il y a une tradition de la porter ».
Quelques jours avant Noël 2022, Philippe Ballot regrette que le Concordat ne soit pas appliqué dans la « France de l'intérieur », trouvant normal sa rémunération, tout en avouant payer le chauffage, l'électricité et ses repas, tout en étant logé à l'évêché.
Le 15 août 2023, à l'occasion de la fête de l'Assomption, place Saint-Jacques à Metz, il rend hommage l'un de ses prédécesseurs, Joseph-Jean Heintz, expulsé de Moselle en 1940 par l'occupant nazi, en déclarant : « Sur ces terres mosellanes meurtries par tant de combats, je m’interroge avec vous sur le sens de notre fraternité que des actes ont tant mutilé ces dernières années. »
Le 2 septembre de la même année, il célèbre en la cathédrale de Metz, une messe d'action de grâce pour les 60 ans de la mort de Robert Schuman, en disant notamment : « Le vénérable Robert Schuman avait une relation d’écoute avec les concitoyens d’autres patries. Dans son cas, on ne peut dissocier l’action de la politique et de la providence. »
Le 21 décembre, il se déclare favorable à la bénédiction des couples de même sexe, comme l'a autorisé le Vatican, en déclarant :« De tout temps, en pèlerinage, à la sortie de la mese nous bénissons des personnes, le public, des enfants, des migrants, sans exiger d'elles leur casier moral. »
Début mars 2024, à la suite de l'inscription de l'interruption volontaire de grossesse dans la Constitution française, Philippe Ballot évoque « un processus de la vie qui ne doit pas être arrêté du début à la fin »  et que « l’Église fera tout pour accueillir la vie ».
Le 22 avril suivant, il signe, conjointement avec sept autres évêques (Luxembourg, Liège, Namur, Trèves, Nancy, Verdun et Troyes), une lettre pastorale à l'intention des futurs électeurs aux élections européennes du 9 juin, mais aussi aux hommes politiques pour leur rappeler les fondements de l'Europe, comme il l'explique : « Il ne suffit pas d‘être dans un grand marché économique si, au fond de soi-même, on n’est pas convaincu d’un certain nombre de valeurs (solidarité, diversité et accueil des nations). » ,
Utilisateur des technologies numériques, il  a le goût de la discussion qu'il prolonge via des groupes Whatsapp.
À propos des preuves de l'existence de Dieu, il déclare : « Je pense qu’on ne peut à aucun moment démontrer que Dieu n’existe pas. Après, on ne peut pas démontrer scientifiquement que Dieu existe. »